# Krzyk w niebiosa
Krzyk w niebiosa (ang. Cry to Heaven) – powieść autorstwa Anny Rice z 1982 roku.

## Opis fabuły
Powieść opowiada o XVIII-wiecznych kastratach. Głównymi bohaterami są Guido Maffeo, sprzedany w 1715 roku do konserwatorium dla kastratów, wybitny śpiewak, który utracił swój głos w wieku dojrzewania. Po tym wydarzeniu i nieudanej próbie samobójczej został kompozytorem i nauczycielem. Sens jego życiu może nadać tylko wybitny uczeń, taki sam, jakim on był. Takim uczniem okazuje się szlachcic z Wenecji Eugeńskiej, Tonio Treschi, który zaczyna wchodzić w wiek męski i poznaje rozkosze namiętności.
Poza głównym wątkiem śpiewających kastratów, istotny jest też wątek rodu Treschich i rywalizacji między Toniem a jego wygnanym bratem Carlem o tytuł głowy rodziny oraz i losy jego brata i jego matki, chęć wzajemnej zemsty Tonia i Carla.. Autorka dokładnie studiowała życie w Wenecji i we Włoszech w XVIII wieku oraz o śpiewających kastratach, by dokładniej opisać ich w swojej powieści.
W powieści pojawiają się ponadto motywy biseksualizmu, samobójstwa, seksu, alkoholizmu, śpiewaków i muzyków oraz życia szlachty, często poruszane przez autorkę w jej powieściach. Bohaterowie - kastraci przedstawieni są jako potwory, postacie nie do końca ludzkie i nie przynależne do żadnej z płci.

## Czas i miejsce akcji
Akcja rozpoczyna się w roku 1715, kiedy sześcioletni Guido zostaje wykastrowany i opis jego przygód trwa do lat 30. tego wieku. Miejscem akcji jest Wenecja Eugenejska i Neapol.

## Bohaterowie
- Marc Antonio "Tonio" Treschi – książę Wenecki, głowa rodziny Treschich, utalentowany śpiewak wykastrowany bez własnej woli.
- Guido Maffeo – utalentowany śpiewak-kastrat, desperacko poszukujący utalentowanego ucznia. Biseksualista, próbował kilkukrotnie popełnić samobójstwo.
- Marianna Treschi – żona Andrei i matka Tonia, pochodząca z zakonu sierota, utalentowana śpiewaczka, alkoholiczka, próbująca popełnić samobójstwo.
- Andrea Treschi – Przedstawiający się jako ojciec Tonia, w rzeczywistości jego dziadek, szlachcic wenecki o wysokiej pozycji społecznej.
- Carlo Treschi – kochanek Marianny, wygnany z domu przez ojca Andreę, ojciec Tonia, przedstawiany Toniowi jako jego brat.
- Catrina Lisani – kuzynka Tonia i zarazem jego kochanka.
- Alessandro – śpiewak-kastrat, przyjaciel Tonia.
- Beppo – sługa rodu Treschich, kastrat.
- Bettina – pierwsza kochanka Tonia.
- Caffarelli – wybitny śpiewak-kastrat, idol Tonia.
- mistrz Cavalla – mistrz Guida i Tonia z konserwatorium kastratów.
- Piero – młody kastrat, przyjaciel Tonia.
- Hrabina – kochanka Guida, amatorska śpiewaczka.
- Christina Grimaldi – wdowa po kuzynie Hrabiny, malarka, którą zafascynowany jest Tonio.
- Kardynał Calvino – mecenas śpiewaków, kardynał rzymski, osoba homoseksualna, jednocześnie z cechami świętego.
- Bettichino – wielki śpiewak-kastrat, u boku którego Tonio debiutował w Rzymie.